# Nestor (Sirotěnko)
Nestor (světským jménem: Jevgenij Jurjevič Sirotěnko; * 4. září 1974 Moskva) je ruský duchovní Ruské pravoslavné církve, arcibiskup, metropolita chersonésoský a západoevropský a  patriarchální exarcha Západní Evropy.

## Život
Narodil se 4. září 1974 v Moskvě.
Roku 1991 dokončil střední školu. Poté navštěvoval večerní studium Fakulty informatiky Institutu historie a archivnictví.
V letech 1991–1995 pracoval na Ministerstvu zahraničních ekonomických vztahů Ruské federace. Sloužil jako oltářník chrámu Proměnění Páně  v sídle Peredělkino.
Roku 1995 nastoupil na Moskevský duchovní seminář.
Dne 28. března 1998 byl arcibiskupem verejským Jevgenijem (Rešetnikovem), rektorem Moskevských duchovních škol postřižen na monacha a přijal mnišské jméno Nestor na počest svatého Nestora Letopisce.
Dne 24. dubna 1998 byl arcibiskupem Jevgenijem rukopoložen na hierodiakona.
Roku 1999 nastoupil na Moskevskou duchovní akademii.
Dne 29. listopadu 1999 byl rukopoložen na jeromonacha.
Roku 1999 byl poslán na studia na Pravoslavný teologický ústav svatého Sergeje. Během studií sloužil v jurisdikci exarchátu farností ruské tradice v Západní Evropě Konstantinopolského patriarchátu.
Roku 2001 byl arcibiskupem eukarpijským Sergem (Konovaloffem) jmenován představeným chrámu Krista Spasitele v Asnières-sur-Seine.
Roku 2004 dokončil studium ústavu a dálkové studium akademie.
Dne 26. března 2004 byl Svatým synodem dán k dispozici arcibiskupů chersonésoskému Innokentiju (Vasiljevu).
Od 10. května 2004 byl zástupcem představeného chrámu tří svatých Doktorů a svatého Tichona Zadonského v Paříži.
Dne 15. ledna 2008 byl jmenován blagočinným farností chersonésoské eparchie ve Francii.
Od února 2008 byl pověřen stavbou nového katedrálního chrámu v Paříži.
Na Velikonoce roku 2008 byl povýšen na igumena.
Dne 1. června 2008 byl ustanoven představeným chrámu tří svatých Doktorů a svatého Tichona Zadonského.
Od roku 2009 byl předsedou disciplinární rady a přednášením na Pařížském duchovním semináři.
Dne 31. května 2010 jej Svatý synod zvolil biskupem caffským a vikářem chersonésoské eparchie.
Dne 28. srpna 2010 byl povýšen na archimandritu.
Dne 4. září 2010 byl oficiálně jmenován biskupem a následující den proběhla v chrámu Krista Spasitele v Moskvě jeho biskupská chirotonie. Světiteli byli patriarcha moskevský a celé Rusi Kirill, patriarcha alexandrijský a celé Afriky Theodoros II., metropolita saranský a mordovský Varsonofij (Sudakov), metropolita volokolamský Ilarion (Alfejev), metropolita astanský a kazachstánský Alexandr (Mogiljov), arcibiskup berlínský a německý Feofan (Halynskyj), arcibiskup istrijský Arsenij (Jepifanov), arcibiskup chersonésoský Innokentij (Vasiljev), arcibiskup verejský Jevgenij (Rešetnikov), arcibiskup boryspilský Antonij (Pakanyč), biskup ženevský a západoevropský Michel (Donskoff), biskup gatčinský Amvrosij (Jermakov), biskup kemerovský a novokuzněcký Aristarch (Smirnov) a biskup solněčnogorský Sergij (Čašin).
Dne 24. prosince 2010 byl ustanoven biskupem chersonésoským a dočasným správcem Patriarchálních farností v Itálii.
Dne 16. července 2013 byl osvobozen od spravování patriarchálních farností v Itálii.
Dne 28. prosince 2018 byl jmenován biskupem madridským a lisabonským.
Dne 3. ledna 2019 byl povýšen na arcibiskupa.
Dne 7. června 2022 se stal dočasným správcem chersonésoské eparchie.
Dne 13. října 2022 byl jmenován metropolitou chersonésoským a západoevropským, patriarchálním exarchou Západní Evropy.
Dne 27. listopadu 2022 byl povýšen na metropolitu.
Dne 16. března 2023 byl ustanoven dočasným správcem Patriarchálních farností v Itálii.